# 青森県道177号海老川新町線
青森県県道177号海老川新町線（あおもりけんどう177ごう えびかわしんまちせん）は、青森県むつ市を通る一般県道である。

## 概要
むつ市下北町のJR大湊線下北駅前で青森県道272号下北停車場線・青森県道176号赤川下北停車場線から分岐し、同市新町で青森県道4号むつ恐山公園大畑線に合流する。

### 路線データ
- 起点：むつ市大字田名部字海老川[1]
- 終点：むつ市大字田名部字新町[1]

## 歴史
- 1961年（昭和36年）2月10日 - 県道に認定される[1]。

## 地理

### 交差する道路
- 青森県道176号赤川下北停車場線・青森県道272号下北停車場線（起点）
- 青森県道4号むつ恐山公園大畑線（終点）

### 沿線の施設など
- JR大湊線 下北駅
- むつ警察署 下北駅前交番
- むつ市立田名部中学校
- 青森県立田名部高等学校
- むつ郵便局